# 堀秀信
堀 秀信（ほり ひでのぶ）は、安土桃山時代から江戸時代前期にかけての武将、旗本。官位は従五位下・因幡守。

## 略歴
天正15年（1587年）、新庄直頼の三男として誕生。のちに堀秀村の養子となり、豊臣秀吉より偏諱を受けて秀信と称した。
文禄3年（1594年）、徳川家康・秀忠父子が直頼の屋敷に訪問した際、家康より左文字の脇差を、秀忠からは一文字の太刀を与えられた。
慶長4年（1599年）に家督を継ぎ、従五位下・因幡守に叙任される。
慶長5年（1600年）の関ヶ原の戦いでは西軍に属したため所領を没収されるが、慶長10年（1605年）11月、秀忠に拝謁し、翌慶長11年（1606年）、下総国匝嵯・香取2郡のうち1,000石を与えられて御書院番頭となる。
大坂の陣では水野忠清の組に属した。
寛永元年（1624年）1月19日、目付に任ぜられて500石を加増された。
寛永4年（1627年）6月18日、死去。享年41。